# Guerra dels Toyota
La guerra dels Toyota (en àrab: حرب التويوتا, romanitzat: Ḥarb al-Tūyūtā , en francès: Guerre des Toyota), també coneguda com la Gran Guerra dels Toyota, que va tenir lloc el 1987 al nord del Txad i a la frontera entre el Txad i Líbia, va ser l'última fase de la guerra txadiano-líbia. Pren el seu nom de les camionetes pickup Toyota, principalment els models Toyota Hilux i la Toyota Land Cruiser, utilitzades per proporcionar mobilitat a les tropes txadianes mentre lluitaven contra els libis, i com a vehicles tècnics ("technicals" en anglès), coneguts també com a vehicles tàctics no estàndard (NSTV en les seves sigles angleses), i que són camionetes comercials armades amb metralletes i altre armament lleuger.
La guerra de 1987 va resultar en una dura derrota per a Líbia, que, segons fonts americanes, va perdre una desena part del seu exèrcit, amb 7.500 homes morts i 1.500 milions de dòlars en equipament militar destruït o capturat. Les forces txadianes van patir 1.000 morts.
La guerra va començar amb l'ocupació líbia del nord del Txad el 1983, quan el líder de Líbia, Muammar Gaddafi, es va negar a reconèixer la legitimitat del president txadià Hissène Habré. Gaddafi va donar suport militar a l'intent del Govern de Transició d'Unitat Nacional (GUNT), de l'oposició, per enderrocar Habré. El pla va ser frustrat per la intervenció de França que, primer amb l'Operació Manta i més tard amb l'Operació Epervier, va limitar l'expansió líbia al nord del paral·lel 16, a la part més àrida i escassament habitada del Txad.
El 1986, el GUNT es va rebel·lar contra Gaddafi, traient a Líbia la seva principal tapadora de legitimitat per a la seva presència militar al Txad. Veient una ocasió per unificar el Txad darrere seu, Habré va ordenar a les seves forces que passessin el paral·lel 16 per tal d'unir-se amb els rebels GUNT (que lluitaven contra els libis al Tibesti) al desembre. Unes setmanes més tard, una força més gran va atacar Fada, destruint la guarnició local Liliana. En tres mesos, combinant mètodes de guerrilla i guerra convencional en una estratègia coordinada, Habré va poder recuperar gairebé tot el nord del Txad i en els mesos següents va infligir noves i dures derrotes als libis, fins que es va signar un alto el foc que va posar fi al conflicte al setembre. L'alto el foc va deixar oberta la qüestió de la disputada franja d'Aouzou, que finalment va ser assignada al Txad per la Cort Internacional de Justícia el 1994

## Rerefons
Des del 1983 el Txad estava dividit de facto, amb la meitat nord controlada pel Govern de Transició d'Unitat Nacional (GUNT) rebel encapçalat per Goukouni Oueddei i recolzat sobre el terreny per les forces líbies, mentre que el sud estava en mans del govern txadià recolzat per Occident i dirigit per Hissène Habré. Aquesta partició del paral·lel 16 (l'anomenada Línia Vermella) en zones d'influència líbia i francesa va ser reconeguda informalment per França el 1984, després d'un acord entre França i Líbia per retirar les seves forces del Txad. Líbia no va respectar l'acord, que mantenia almenys 3.000 homes estacionats al nord del Txad.
Durant el període comprès entre 1984 i 1986, en què no es va produir cap enfrontament important, Habré va enfortir enormement la seva posició gràcies al suport occidental i a l'incompliment per part de Líbia de l'acord francolibi de 1984. A partir de 1984, el GUNT també va patir creixents tensions entre faccions, centrades en la lluita entre Goukouni i Acheikh ibn Oumar pel lideratge de l'organització. Aprofitant les dificultats del GUNT, Habré va arribar a una sèrie d'acords amb faccions rebels més petites, cosa que va deixar el GUNT a principis de 1986 amb només tres de les onze faccions que havien signat originalment l' Acord de Lagos el 1979. Les faccions restants eren les Forces Armades Populars (FAP) de Goukouni, la branca armada del Consell Revolucionari Democràtic (CDR) d'Acheikh i la part de les Forces Armades Txadianes (FAT) que havia mantingut la seva lleialtat a Wadel Abdelkader Kamougué.

## Forces sobre el terreny

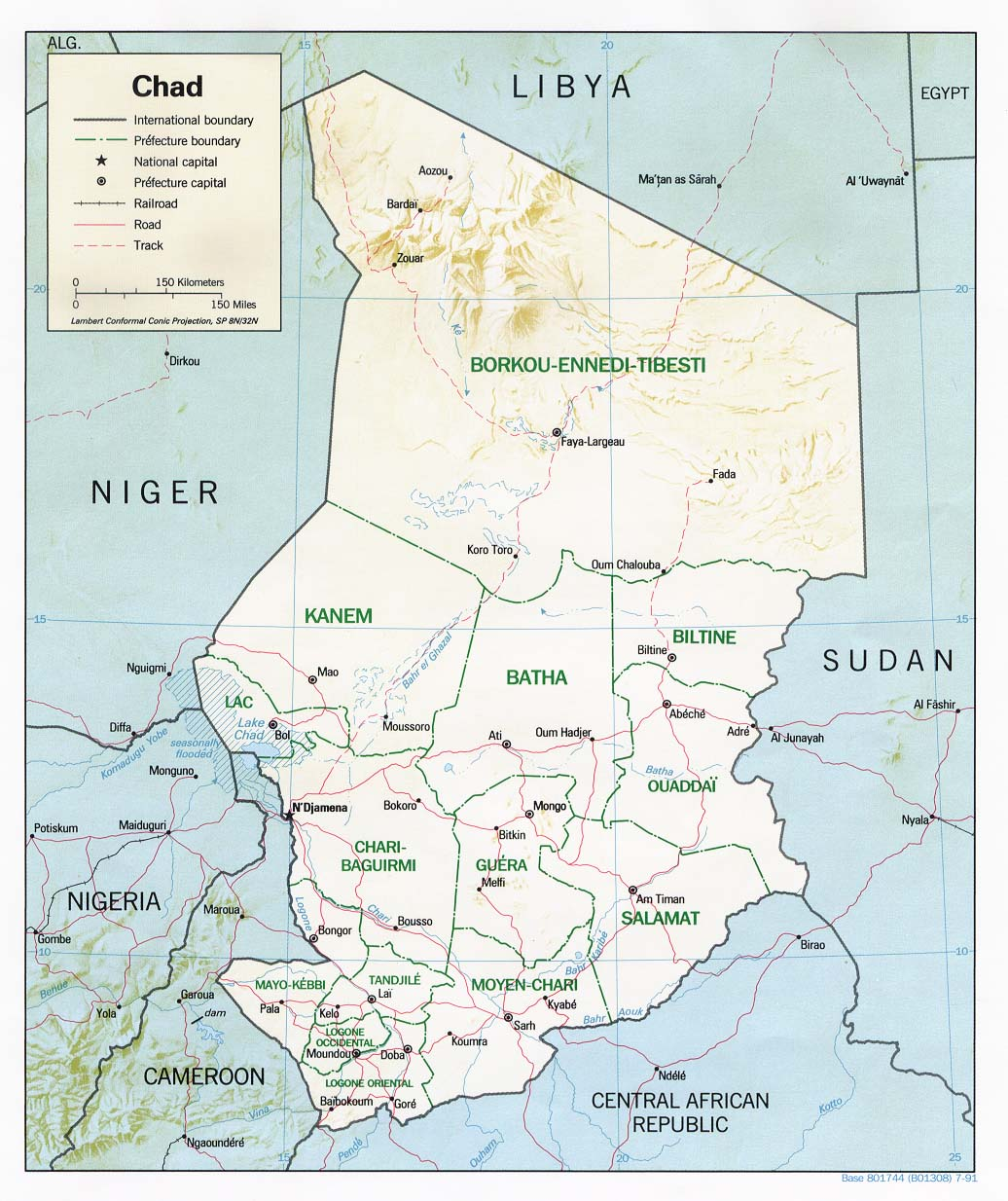
Mapa del Txad, amb la prefectura de Borkou-Ennedi-Tibesti, on va tenir lloc la guerra

A principis de 1987, l'últim any de la guerra, la força expedicionària líbia encara era impressionant, formada per 8.000 soldats, 300 tancs, múltiples llançadors de coets, artilleria de coets i peces d'artilleria regulars, helicòpters Mi-24 i seixanta avions de combat. Aquestes forces no tenien un comandament unificat, sinó que estaven dividides en un Grup Operatiu Sud, actiu al Tibesti amb 2.500 homes, i un Grup Operatiu Est, centrat a Faya-Largeau.
Tot i que formidable, la disposició militar líbia al Txad estava afectada  per greus defectes. Els libis estaven preparats per a una guerra en què proporcionarien suport terrestre i aeri als seus aliats txadians, que després actuarien com a infanteria d'assalt i que els proporcionarien reconeixement. Tanmateix, el 1987, Muammar Gaddafi havia perdut els seus aliats, cosa que va posar de manifest el coneixement inadequat de la zona per part de Líbia. Les guarnicions líbies van arribar a semblar-se a illes separades i vulnerables al Sàhara txadià. També va ser significativa la baixa moral entre les tropes, que lluitaven en un país estranger, i la desorganització estructural de l'exèrcit de Líbia, que va ser induïda en part per la por de Muammar Gaddafi a un cop militar contra ell. Aquesta por el va portar a evitar la professionalització de les forces armades. 
Els libis també van haver de fer front a les Forces Armades Nacionals Txadianes (FANT), considerablement reforçades, que estaven compostes per 10.000 soldats altament motivats, liderats per comandants experimentats i capaços, com ara Idriss Déby, Hassan Djamous i el mateix cap d'estat Hissène Habré. I tot i que anteriorment la FANT no tenia poder aeri, mobilitat limitada i poques armes antitanc i antiaèries, el 1987 podia comptar amb la Força Aèria Francesa per mantenir els avions libis a terra i, el més important, per proporcionar 400 noves camionetes Toyota equipades amb míssils guiats antitanc MILAN. Són aquests vehicles tècnics, més coneguts pel seu nom anglès de technicals, els que van donar el nom de "Guerra Toyota" a aquesta última fase del conflicte txadiano-libi.

## Expulsió líbia

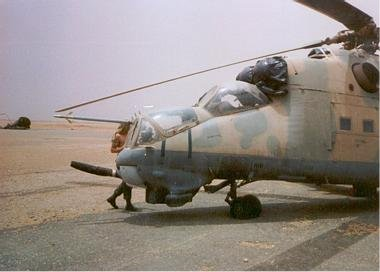
Un Mil Mi-24 libi capturat per les forces txadianes a Ouadi Doum

Habré va escollir com a primer objectiu per a la seva reconquesta del nord del Txad la base de comunicacions líbia ben fortificada de Fada. Estava defensada per 2.000 libis i el gruix de la milícia del Consell Revolucionari Democràtic (CDR, els aliats txadians més propers de Gaddafi), ben proveïda d'armes i artilleria. Hassan Djamous, el comandant en cap de les FANT de trenta anys, va enviar uns 4.000-5.000 homes contra la guarnició líbia de Fada. Aprofitant el coneixement superior del terreny per part del seu exèrcit, que aparentment incloïa punts d'accés desconeguts a la base, Djamous va evitar un assalt frontal i va utilitzar l'alta mobilitat de les seves forces per envoltar les posicions líbies i després va atacar amb les seves tropes, destruint la guarnició defensiva. A la batalla van morir 784 libis i van ser destruïts 100 tancs, mentre que van morir 50 soldats de les FANT. 
La derrota inesperada va sorprendre Gaddafi, que va reaccionar el 4 de gener cridant al servei tots els reservistes de l'exèrcit. En un acte de desafiament a França, també va ordenar el bombardeig d'Arada, molt al sud del paral·lel 16. França va respondre amb un nou atac aeri sobre Ouadi Doum i va destruir el seu sistema de radar, deixant cegues les Forces Aèries Líbies al Txad durant diversos mesos. Gaddafi va intentar contenir l'amenaça de les FANT enviant diversos batallons nous al Txad (especialment a Faya-Largeau i Ouadi Doum), incloent-hi unitats de la Guàrdia Revolucionària d'elit. Això va fer pujar el nombre de forces líbies al país fins a un total d'11.000 al mes de març.
El març de 1987, les forces txadianes van capturar la principal base aèria líbia d'Ouadi Doum. Tot i que estava fortament defensada per camps de mines, 5.000 soldats, tancs, vehicles blindats i avions, la base dels libis va caure en mans d'una força d'atac txadiana més petita, liderada per Djamous, equipada amb camions amb metralladores i armes antitanc. Els observadors van estimar que, a les victòries txadianes dels primers tres mesos de 1987, més de 3.000 soldats libis havien estat assassinats, capturats o havien desertat. Un gran nombre de tancs, vehicles blindats de transport de tropes, artilleria, avions d'ala fixa i helicòpters van ser capturats o destruïts. En alguns casos, Líbia va enviar els seus propis avions per bombardejar equipament libi abandonat per impedir que els txadians en poguessin fer ús.  Es va informar que, en molts casos, havien mort soldats libis mentre fugien escapant de la batalla. A Ouadi Doum, els libis en pànic havien patit moltes baixes corrent a través dels seus propis camps de mines.
La caiguda d'Ouadi Doum va ser un greu revés per a Líbia. Abandonades per la majoria dels seus aliats txadians, les forces líbies es van trobar aïllades en territori estranger, i la pèrdua de la principal base aèria líbia al Txad va impedir que Líbia proporcionés cobertura aèria propera a les seves tropes. En general, l'ofensiva contra la FANT havia exposat la vulnerabilitat del blindatge pesat de Líbia davant d'un enemic més mòbil. Per ordre de Gaddafi, es va dur a terme una retirada general de la prefectura de Borkou-Ennedi-Tibesti, començant per Faya-Largeau. La ciutat havia servit com a principal base líbia durant els quatre anys anteriors, però corria el perill de ser encerclada. La seva guarnició de 3.000 homes, juntament amb els supervivents d'Ouadi Doum, es va retirar cap a la base líbia de Maatan-as-Sarra, al nord de la frontera amb el Txad. En un intent de reduir el dany infligit a la seva posició internacional, Gaddafi va anunciar que Líbia havia guanyat l'enfrontament i que ara abandonava el Txad perquè l'oposició pogués participar en la lluita contra Habré.
Aquestes accions militars van deixar el control del Txad a Habré, i en una posició que podia amenaçar l'expulsió de Líbia de la Franja d'Aouzou; van afectar la percepció internacional de Líbia com una potència militar regional important; i van renovar el dubte sobre la competència i la determinació dels soldats libis, especialment en combats fora de les fronteres del país, amb els que es va fer evident que no sentien cap compromís personal.
La Guerra dels Toyota va despertar un interès considerable als Estats Units, on es va considerar seriosament la possibilitat d'utilitzar Habré per enderrocar Gaddafi. Com a part del suport de l' administració Reagan al seu govern, Habré, durant una visita a Washington, va rebre una promesa d'ajuda per valor de 32 milions de dòlars, incloent-hi míssils antiaeris Stinger.

## Ofensiva txadiana renovada

La franja d'Aouzou, ressaltada en vermell

A l'agost de 1987 els txadians, encoratjats, van dur a terme la seva ofensiva a la disputada franja d'Aouzou, ocupant la ciutat d' Aouzou després d'una altra batalla en què els libis van patir greus pèrdues de tropes i equipament abandonat. Com a represàlia, Líbia va intensificar els seus bombardejos aeris sobre ciutats del nord, generalment des d'altituds fora de l'abast dels míssils de la FANT disparats sobre les espatlles amb llançacohets. Es van rebutjar les peticions d'Habré per fer missions aèries franceses per defensar la zona contra els bombardejos, ja que Aouzou havia estat recuperada en contra dels desitjos del president francès François Mitterrand. En canvi, Mitterrand va demanar una mediació internacional per resoldre les reclamacions contraposades sobre el territori en disputa. 
Després d'una successió de contraatacs, cap a finals d'agost, els libis finalment van expulsar els 400 soldats txadians de la ciutat. Aquesta victòria, la primera de les forces terrestres líbies des de l'inici de la Guerra dels Toyota, es va aconseguir aparentment mitjançant atacs aeris a curta distància, que van ser seguits per tropes terrestres que van avançar camp a través en jeeps, camions tot terreny Toyota i vehicles blindats lleugers. Per als libis, que anteriorment havien confiat en un blindatge pesat sobre erugues, l'assalt va representar una conversió a les tàctiques de guerra al desert desenvolupades per la FANT. Per destacar la victòria, Gaddafi va enviar periodistes estrangers a la regió, perquè la notícia de la seva victòria pogués arribar als titulars de tot el món.
Habré va reaccionar ràpidament a aquest revés i al bombardeig continu de les concentracions de la FANT al nord del Txad. El 5 de setembre de 1987 va organitzar un atac sorpresa contra la clau base aèria líbia de Maaten al-Sarra. Segons s'informa, 1.000 libis van ser assassinats, 300 van ser capturats i centenars d'altres es van veure obligats a fugir al desert dels voltants. El Txad va afirmar que les seves tropes van destruir uns 32 avions, inclosos caces Mikoyan-Gurevich MiG-21 i MiG-23, caces bombarders Sukhoi Su-22 i helicòpters Mil Mi-24, abans que la columna de la FANT es retirés a territori txadià.
França s'havia oposat a l'atac, i es va negar a proporcionar a la FANT suport logístic i d'intel·ligència, cosa que li va causar pèrdues considerables. El ministre de Defensa francès André Giraud va fer saber que «França no estava implicada de cap manera» en l'atac i «no n'havia estat informada». La reacció americana va ser marcadament diferent, ja que anteriorment havia donat suport a l'intent de reconquesta de la franja d'Aouzou, i ara acollia amb satisfacció l'atac txadià.

## Alto el foc
A causa de l'oposició interna, la desmoralització interna i l'hostilitat internacional, Gaddafi va adoptar una actitud més conciliadora després de la seva derrota. D'altra banda, Habré també es va trobar vulnerable, ja que els francesos temien que l'atac a Maatan as-Sarrah només fos la primera etapa d'una ofensiva general contra Líbia, una possibilitat que França no estava disposada a tolerar. Com a resultat, Mitterrand va obligar Habré a acceptar els esforços de mediació del president de l'Organització de la Unitat Africana, Kenneth Kaunda de Zàmbia, que van resultar en un alto el foc l'11 de setembre. 
Es donava per fet que la guerra, tard o d'hora, es reprendria, però al final les violacions de l'alto el foc van ser relativament menors. Gaddafi va anunciar el maig de 1988 que reconeixeria Habré com a president del Txad "com un regal a l'Àfrica", fins i tot si Líbia es negava a abandonar la disputada franja d'Aouzou. El 3 d'octubre, els dos països van reprendre les relacions diplomàtiques i es va fer un altre pas important quan els dos països van acordar, el setembre de 1990, remetre la disputa al Tribunal Internacional de Justícia. El 3 de febrer de 1994, el tribunal va fallar a favor del Txad, resolent així definitivament la controvèrsia d'Aouzou assignant el territori al país del sud. Supervisada per observadors internacionals, la retirada de les tropes líbies de la Franja va començar el 15 d'abril i es va completar el 10 de maig. La transferència formal i definitiva de la Franja d'Aouzou de Líbia al Txad va tenir lloc el 30 de maig, quan les parts van signar una declaració conjunta en què s'afirmava que la retirada líbia s'havia efectuat. 